# Anthony Pujades
Anthony Pujades (Manosque, 13 de agosto de 1991) es un deportista francés que compite en triatlón. Ganó una medalla de bronce en el Campeonato Europeo de Triatlón de Velocidad de 2022.

## Palmarés internacional
| Campeonato Europeo | Campeonato Europeo | Campeonato Europeo | Campeonato Europeo |
| Año                | Lugar              | Medalla            | Prueba             |
| ------------------ | ------------------ | ------------------ | ------------------ |
| 2022               | Olsztyn (Polonia)  | Medalla de bronce  | Individual         |